# World of Warcraft
World of Warcraft, també anomenat WoW, és un videojoc de rol jugat de forma massiva en línia i desenvolupat per Blizzard Entertainment. Està disponible per als sistemes operatius Windows i Mac OS X. Està basat en el món de ficció i la història de Warcraft, en el qual s'adopta el paper d'un personatge virtual que interacciona amb altres personatges, desenvolupa situacions en un ambient fantàstic i lluita en una guerra contínua. El joc consta de dos bàndols: l'Horda i l'Aliança. Els jugadors de les dues faccions no poden tenir cap contacte social entre si.
Consta de diverses expansions oficials, sent les primeres World of Warcraft: The Burning Crusade, World of Warcraft: Wrath of the Lich King i World of Warcraft: Cataclysm.
World of Warcraft va ser un gran èxit comercial i de crítica des del llançament de la versió original el 2004 i es va convertir ràpidament en el MMORPG més popular de tots els temps, assolint un màxim de 12 milions de subscriptors el 2010. El joc tenia més de cent milions de comptes registrats el 2014, i el 2017 havia recaptat més de 9.230 milions de dòlars, fet que el converteix en una de les franquícies de videojocs amb més ingressos de tots els temps. El joc ha estat considerat pels periodistes de videojocs com el MMORPG més gran de tots els temps i un dels videojocs més reeixits de tots els temps. S'ha destacat la seua longevitat, amb suport del desenvolupador i expansions per més de quinze anys. El 2019 es va llançar una versió vainilla del joc titulada World of Warcraft Classic, que permet als jugadors experimentar l'experiència del joc base tal com era abans de llançar-se qualsevol de les expansions.

## Sinopsi
La història comença 4 anys després de Warcraft III. S'ha canviat el gènere de l'estratègia en temps real per l'enfocament a adoptar un rol, i tenim novament dos bàndols clarament diferenciats, l'Aliança i l'Horda. Cada un d'aquests bàndols està compost per sis races. Originalment eren 4 races per bàndol, però amb la sortida de la primera expansió se n'hi van afegir dues i dues més amb la tercera expansió.